# Carlos Andrés Ramírez
Carlos Andrés Ramírez (Pereira, Risaralda, Colombia; 1 de mayo de 1988) es un futbolista colombiano que juega como defensa en el Real Cartagena de la Categoría Primera B de Colombia.

## Trayectoria

### Inicios
Se formó en las divisiones inferiores del Deportivo Pereira, equipo al que llegó en el año 2005. Al año siguiente hizo parte del equipo que disputó el torneo de la Primera C, lo cual le dio la oportunidad de debutar en la nómina profesional a mediados de aquel año 2006.

### Millonarios
A inicios de 2009 es transferido a Millonarios. Ramírez hace su debut en la tercera fecha de la Copa Colombia 2009 frente a Centauros en Villavicencio, ingresando a reemplazar a Rubén Darío Bustos en el segundo tiempo. Este partido terminó 3-0 a favor del equipo azul de Bogotá.

### Once Caldas
En el año 2010 aparece como jugador del Once Caldas que juega la final del Torneo Finalización. Allí se mantiene hasta mediados del año 2011.

### Deportivo Pereira
En julio del 2011 regresa al Deportivo Pereira, convirtiéndose en su capitán y jugador representativo en el equipo matecaña.

### Envigado
En el inicio del año 2014 gracias a su labor con el club pereirano es contratado por el Envigado Fútbol Club y juega durante toda la temporada con el equipo antioqueño teniendo un desempeño destacado.

### Segunda etapa en Millonarios
En el año 2015 regresa a Millonarios solicitado por el técnico Ricardo Lunari después de su buen desempeño el año anterior en la liga colombiana.

Se iría del club embajador en el Finalización 2015 con 12 partidos jugados donde no se pudo consolidar llegando a hacer la 7 opción en la defensa, por debajo de jugadores que hasta ahora están comenzando su carrera como Gabriel Díaz y Stiven Vega.

### Rionegro Águilas
En 2018 llega a Rionegro Águilas donde jugaría 91 partidos y anotaría 3 goles jugando allí hasta 2021.

### Deportivo Pereira
Tras la llegada de Jorge Artigas regresa al equipo de sus amores en 2021 siendo esta su tercera etapa, y también la más exitosa de Ramírez disputando la final de Copa Colombia 2021 y ganando el 7 de diciembre de 2022 la primera estrella del "matecaña" contra el Independiente Medellín por penales en un marcados de 0(4) a 0 (3) a pesar de que Ramírez falló el primer penal del Deportivo Pereira en la tanda.
Con esto Carlos Ramírez se consagraría como ídolo junto a otros jugadores como Jhonny Alexander Vásquez, Harlen Castillo, Andrés Felipe Correa, Yílmar Velásquez y Leonardo Fabio Castro .

## Clubes
| País     | Club              | Año         |
| -------- | ----------------- | ----------- |
| Colombia | Deportivo Pereira | 2006 - 2008 |
| Colombia | Millonarios       | 2009        |
| Colombia | Once Caldas       | 2010 - 2011 |
| Colombia | Deportivo Pereira | 2011 - 2013 |
| Colombia | Envigado F. C.    | 2014        |
| Colombia | Millonarios       | 2015        |
| Colombia | América de Cali   | 2016        |
| Colombia | Alianza Petrolera | 2016 - 2017 |
| Colombia | Atlético Huila    | 2017 - 2018 |
| Colombia | Águilas Doradas   | 2018 - 2020 |
| Colombia | Deportivo Pereira | 2021 - 2023 |
| Perú     | Unión Comercio    | 2024        |

## Estadísticas
Actualizado al último partido disputado el 12 de febrero de 2024.
| Club                         | Div.       | Temporada  | Liga  | Liga  | Copas nacionales | Copas nacionales | Copas internacionales | Copas internacionales | Total | Total |
| Club                         | Div.       | Temporada  | Part. | Goles | Part.            | Goles            | Part.                 | Goles                 | Part. | Goles |
| ---------------------------- | ---------- | ---------- | ----- | ----- | ---------------- | ---------------- | --------------------- | --------------------- | ----- | ----- |
| Deportivo Pereira · Colombia | 1°         | 2006-08    | 24    | 0     | ?                | ?                | -                     | -                     | 24    | 0     |
| Deportivo Pereira · Colombia | 2°         | 2012       | 25    | 1     | 4                | 0                | -                     | -                     | 29    | 1     |
| Deportivo Pereira · Colombia | 2°         | 2013       | 24    | 4     | 6                | 0                | -                     | -                     | 30    | 4     |
| Deportivo Pereira · Colombia | 1°         | 2021       | 21    | 3     | 9                | 1                | -                     | -                     | 30    | 4     |
| Deportivo Pereira · Colombia | 1°         | 2022       | 42    | 12    | 1                | 1                | -                     | -                     | 43    | 13    |
| Deportivo Pereira · Colombia | 1°         | 2023       | 29    | 8     | 6                | 1                | 9                     | 1                     | 44    | 10    |
| Deportivo Pereira · Colombia | Total club | Total club | 165   | 28    | 26               | 3                | 9                     | 1                     | 191   | 31    |
| Millonarios · Colombia       | 1°         | 2009       | 0     | 0     | 2                | 0                | -                     | -                     | 2     | 0     |
| Millonarios · Colombia       | 1°         | 2015       | 6     | 0     | 5                | 0                | -                     | -                     | 11    | 0     |
| Millonarios · Colombia       | Total club | Total club | 6     | 0     | 7                | 0                | 0                     | 0                     | 13    | 0     |
| Once Caldas · Colombia       | 1°         | 2010       | 10    | 0     | 0                | 0                | -                     | -                     | 10    | 0     |
| Once Caldas · Colombia       | 1°         | 2011       | 3     | 0     | 2                | 0                | 3                     | 0                     | 8     | 0     |
| Once Caldas · Colombia       | Total club | Total club | 13    | 0     | 2                | 0                | 3                     | 0                     | 18    | 0     |
| Envigado F. C. · Colombia    | 1°         | 2014       | 31    | 0     | 2                | 0                | -                     | -                     | 33    | 0     |
| Envigado F. C. · Colombia    | Total club | Total club | 31    | 0     | 2                | 0                | 0                     | 0                     | 33    | 0     |
| América de Cali · Colombia   | 2°         | 2016       | 13    | 0     | 3                | 1                | -                     | -                     | 16    | 1     |
| América de Cali · Colombia   | Total club | Total club | 13    | 0     | 3                | 1                | 0                     | 0                     | 16    | 1     |
| Alianza Petrolera · Colombia | 1°         | 2016       | 12    | 0     | -                | -                | -                     | -                     | 12    | 0     |
| Alianza Petrolera · Colombia | 1°         | 2017       | 18    | 0     | 3                | 0                | -                     | -                     | 21    | 0     |
| Alianza Petrolera · Colombia | Total club | Total club | 30    | 0     | 3                | 0                | 0                     | 0                     | 33    | 0     |
| Atlético Huila · Colombia    | 1°         | 2017       | 11    | 1     | 2                | 0                | -                     | -                     | 13    | 0     |
| Atlético Huila · Colombia    | 1°         | 2018       | 23    | 0     | -                | -                | -                     | -                     | 23    | 0     |
| Atlético Huila · Colombia    | Total club | Total club | 34    | 1     | 2                | 0                | 0                     | 0                     | 36    | 1     |
| Águilas Doradas · Colombia   | 1°         | 2018       | 23    | 2     | -                | -                | -                     | -                     | 23    | 2     |
| Águilas Doradas · Colombia   | 1°         | 2019       | 34    | 1     | 2                | 0                | 4                     | 0                     | 40    | 1     |
| Águilas Doradas · Colombia   | 1°         | 2020       | 15    | 0     | 2                | 0                | -                     | -                     | 17    | 0     |
| Águilas Doradas · Colombia   | 1°         | 2021       | 11    | 0     | -                | -                | -                     | -                     | 11    | 0     |
| Águilas Doradas · Colombia   | Total club | Total club | 83    | 3     | 4                | 0                | 4                     | 0                     | 91    | 3     |
| Unión Comercio · Perú        | 1°         | 2024       | 3     | 0     | -                | -                | -                     | -                     | 3     | 0     |
| Unión Comercio · Perú        | Total club | Total club | 3     | 0     | 0                | 0                | 0                     | 0                     | 3     | 0     |
| Total carrera                |            |            |       |       |                  |                  |                       |                       |       |       |

## Palmarés

### Campeonatos nacionales
| Título          | Club              | País     | Año  |
| --------------- | ----------------- | -------- | ---- |
| Torneo Clausura | Once Caldas       | Colombia | 2010 |
| Torneo Clausura | Deportivo Pereira | Colombia | 2022 |